# Cream
I Cream sono stati un gruppo rock britannico attivo tra il 1966 e il 1968, che, rivisitando vecchi schemi del blues, riuscì a innovare il rock in generale, influenzando molti artisti, tra i quali Jimi Hendrix, Queen, Black Sabbath e Van Halen. Formati dal chitarrista Eric Clapton, dal bassista Jack Bruce e dal batterista Ginger Baker, furono il primo power trio ad aver avuto notevole successo e uno dei primi supergruppi della storia.
Nei soli tre anni di attività il gruppo riuscì a pubblicare tre album (più un quarto pubblicato nel 1969, dopo lo scioglimento) e a vendere 15 milioni di dischi. Dopo lo scioglimento del gruppo, i tre componenti ebbero delle carriere molto diverse tra loro: Clapton divenne uno dei musicisti più conosciuti del mondo, grazie a canzoni come Layla e Cocaine, Bruce collaborò con artisti jazz, mentre Baker si dedicò alla fusion e alla world music. Tuttavia, la band si riunì in due occasioni: nel 1993, per suonare alla cerimonia della loro introduzione nel Rock and Roll Hall of Fame, e nel 2005, esibendosi in quattro concerti al Royal Albert Hall di Londra e in due al Madison Square Garden di New York.
I Cream sono inclusi dalla rivista Rolling Stone al 67 posto tra i "100 più grandi artisti di tutti i tempi". L'emittente VH1 ha classificato il gruppo al sedicesimo posto tra i 100 migliori artisti hard rock di sempre. Inoltre, tutti e tre i componenti sono nella top 10 nelle rispettive classifiche, Eric Clapton come secondo miglior chitarrista, Ginger Baker come terzo miglior batterista e Jack Bruce come ottavo miglior bassista.

## Storia
(Jack Bruce)

### Origini e formazione

#### Mayall e la nascita dei Cream
Alla scuola di John Mayall e fra le file dei suoi gruppi passarono tutti i musicisti che di lì a poco, per un verso o per l'altro, avrebbero calcato e rinnovato le strutture del blues di quegli anni. Fra questi anche Jack Bruce ed Eric Clapton, le colonne portanti di quello che di lì a pochi anni sarebbero stati i Cream. Infatti, pur essendo riuscito un personaggio come Mayall a imporsi all'attenzione del pubblico e dei mass-media, rimanevano contemporaneamente emarginati, dalla stampa e dalle multinazionali del vinile, una moltitudine di artisti e di piccoli gruppi che cercavano di imporsi nel nome del blues bianco o del rinnovamento artistico.
Il nucleo del gruppo era composto da due allievi di Mayall: Eric Clapton, l'unico che abbia avuto a quei tempi la possibilità di scrivere il suo nome accanto a quello del maestro sulla copertina di un disco (Bluesbreakers - John Mayall with Eric Clapton) e Jack Bruce, bassista. Fuoriusciti dal gruppo i due si unirono al batterista Ginger Baker per formare i Cream, uno dei primi supergruppi, il primo del genere blues-rock della storia della musica rock contemporanea.
I tre avevano alle spalle una certa esperienza musicale. Jack Bruce (nato nel 1943), era passato tra il 1963 ed il 1966 attraverso le file dei maggiori complessi blues londinesi, dalla Graham Bond Organisation a Manfred Mann fino ad approdare ai Bluesbreakers; Peter Ginger Baker (nato nel 1939), prima di arrivare alla batteria, aveva suonato la tromba per molti gruppi di jazz come le band di Acker Bilk e Terry Lightfoot. Quindi era passato, nel 1962, a sostituire Charlie Watts nei Blues Incorporated di Alexis Korner e nel 1963 nelle file della Graham Bond Organisation dove era rimasto fino al 1966. Eric Clapton (nato nel 1945), aveva formato il suo primo vero gruppo nel 1963: i Roosters. Affascinato dall'ondata blues, aveva fatto parte fra il 1963 ed il 1966 della line-up di numerose band di grosso nome come Engineers, Yardbirds e i Bluesbreakers di John Mayall.
I Cream nascono in Inghilterra e si formano nel giugno del 1966, il gruppo è composto da Eric Clapton chitarra e voce, Jack Bruce basso e voce, e Peter "Ginger" Baker alla batteria. Il nome è scelto ad indicare che i tre rappresentano la "crema" fra gli strumentisti blues britannici dell'epoca. Il trio conobbe subito la celebrità, riuscendosi a imporre in soli tre anni di attività effettiva tra il 1966 e il 1968. Il loro modo di fare musica, la loro capacità di fondere il blues classico all'hard rock e alla psichedelia, unitamente alla loro capacità di fare dell'esibizione live uno sfoggio di potenza, tecnica e improvvisazione, hanno segnato generazioni di musicisti a partire dalla fine degli anni sessanta fino ai nostri giorni. Il debutto ufficiale fu una trionfale partecipazione, datata 31 luglio 1966, al Windsor Jazz & Blues Festival; fin dal suo esordio la formazione viene così immediatamente accreditata dal pubblico e dalla stampa come la novità musicale del momento; numerose sono le apparizioni alla BBC nel corso della trasmissione Saturday Club e alla radio, dove sono ospiti del leggendario Rhythm and Blues Show. Tutto ciò ancor prima che l'LP d'esordio, intitolato Fresh Cream, venga registrato.

### Fresh Cream
Il primo lavoro in studio dei Cream uscì alla fine del 1966: Fresh Cream. L'album, edito dopo il Festival di Windsor del 1966, si collocò alla posizione n° 6 nella classifica UK e alla n° 39 in quella US,.
Accanto a rivisitazioni di canzoni appartenenti alla storia del blues, come I'm So Glad di Skip James, Four Till Late di Robert Johnson, Rollin' and Tumblin' di Muddy Waters e Spoonful di Willie Dixon, completano Fresh Cream composizioni di Bruce e Brown. Per quanto riguarda un discorso sull'improvvisazione, che di lì a poco sarebbe divenuta marchio registrato dei Cream, pur essendo rilevante, essa non era la componente principale del disco, ma allo stesso tempo più che sufficiente per dimostrare la grande potenzialità del gruppo. 
Tutto ciò che nell'album di esordio il gruppo lascia intendere in potenzialità, si trova realizzato in Disraeli Gears.

### Disraeli Gears
L'album Disraeli Gears uscì nel 1967; qui il blues è ormai in margine a tutto il contesto musicale che lo accompagna. Le linee melodiche si straniscono fino a diventare acide: la psichedelia nascente influenza il gruppo anche per quel che riguarda la realizzazione grafica della copertina: un lavoro firmato da Martin Sharp, che già si era distinto per delle grafiche apparse sulla rivista (underground) Os. La produzione è del newyorkese Felix Pappalardi. Per quanto riguarda le canzoni, la coppia Bruce/Brown continua a scrivere, ma accanto alle loro sono presenti anche una coppia di composizioni di Clapton; una con il testo di Sharp, l'altra scritta in collaborazione con Pappalardi e la moglie Gail Collins.
Nell'album due brani, Sunshine of Your Love e Swlabr (il titolo fu ottenuto prendendo le lettere iniziali di quello che doveva essere il titolo originale della canzone e cioè "She Was Like a Bearded Rainbow"), evidenziarono la nuova strada musicale intrapresa da Jack Bruce, che di lì a poco fu etichettata come heavy riff.
Il miglioramento e la novità di Disraeli Gears vennero recepiti dalla critica e dal pubblico, tanto che il successo trainò l'album nelle prime posizioni delle classifiche, grazie anche ai tour di concerti che portarono i Cream a suonare un po' ovunque. Da quel momento ogni LP del gruppo vendette sopra il milione di copie.

### Wheels of Fire
Ma fu il doppio Wheels of Fire, pubblicato nell'estate del 1968, che li consacrerà indicandoli come uno dei gruppi leader di tutta la musica popolare.
Una delle caratteristiche che distinse i Cream da qualsiasi altro gruppo di quel periodo fu il fatto che tutti e tre i componenti del gruppo suonassero liberamente, senza costrizione; questa libertà viene esaltata nelle facciate di Wheels of Fire registrate dal vivo. La versione di Spoonful copriva quasi per intero la terza facciata.
Tuttavia, malgrado la sperimentazione e l'innovazione fossero le caratteristiche peculiari e basilari sulle quali erano state poste le fondamenta del fortunato sodalizio, con una coraggiosa decisione (visto che la commercialità era assicurata) si scioglie.
Il concerto di addio, a Londra il 26 novembre del 1968, dal nome Farewell Concert, fu tenuto al Royal Albert Hall. Per ragioni di contratto, il trio dovette in ogni caso assolvere l'incombenza di preparare un quarto disco: Goodbye.

### Goodbyee la separazione
In questo loro ultimo album Goodbye risalta la vera ragione della separazione di Bruce, Clapton e Baker: la povertà di materiale che i tre potevano incidere su vinile. Infatti la presenza di soli tre pezzi nuovi in un 33 che segue un LP live dimostra come ormai le tendenze musicali dei tre fossero molto lontane l'una dall'altra così da costringerli ad un continuo recupero del passato .
Arrivato il momento in cui il feeling delle loro composizioni non era più accettato all'unanimità, ecco che subito venivano a cadere tutte le possibilità di rimanere uniti; primi fra tutti i tour americani pieni di centinaia di date: furono probabilmente i concerti americani a lanciare il gruppo in testa alle classifiche e ad esportarli su tutti i mercati discografici del mondo, ma verosimilmente allo stesso tempo furono la macchina che logorò e sgretolò fisicamente e psichicamente i tre artisti .

### Rock and Roll Hall of Fame 1993: la reunion

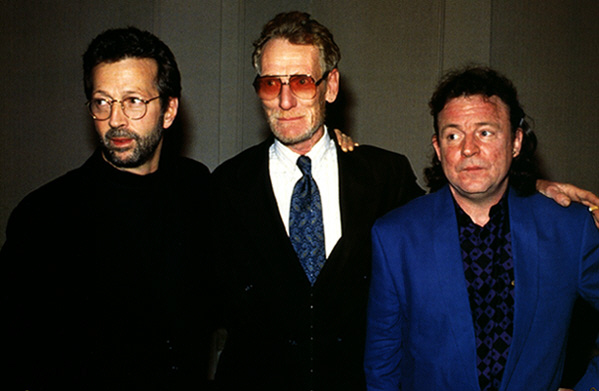
I Cream nel 1993

I tre non suonarono insieme di nuovo fino al 1993, quando i Cream furono introdotti e presentati dagli ZZ Top nella Rock and Roll Hall of Fame e si esibirono alla cerimonia di premiazione suonando tre canzoni: Born Under a Bad Sign, Crossroads e Sunshine of Your Love. In seguito per celebrare l'evento i Cream pubblicarono un nuovo documentario in DVD dal titolo Fresh Live Cream, pubblicato nel 1993.

### La seconda riunione: Royal Albert Hall (2005)
Il gruppo si è poi riunito nelle serate del 2-3-5-6 maggio 2005 per una serie di quattro show alla Royal Albert Hall, proprio dove avevano tenuto il loro concerto di addio nel 1968, e da queste serate il gruppo pubblica un doppio CD e un doppio DVD.
Il 24, 25 e 26 ottobre 2005 altri show si sono svolti al Madison Square Garden.

## Formazione
- Eric Clapton – voce, chitarra (1966–1968)
- Jack Bruce – basso, voce (1966–1968)
- Ginger Baker – batteria, percussioni (1966–1968)

## Discografia
- 1966 - Fresh Cream
- 1967 - Disraeli Gears
- 1968 - Wheels of Fire
- 1969 - Goodbye